# Lacanau
Lacanau – miejscowość i gmina we Francji, w regionie Nowa Akwitania, w departamencie Żyronda.

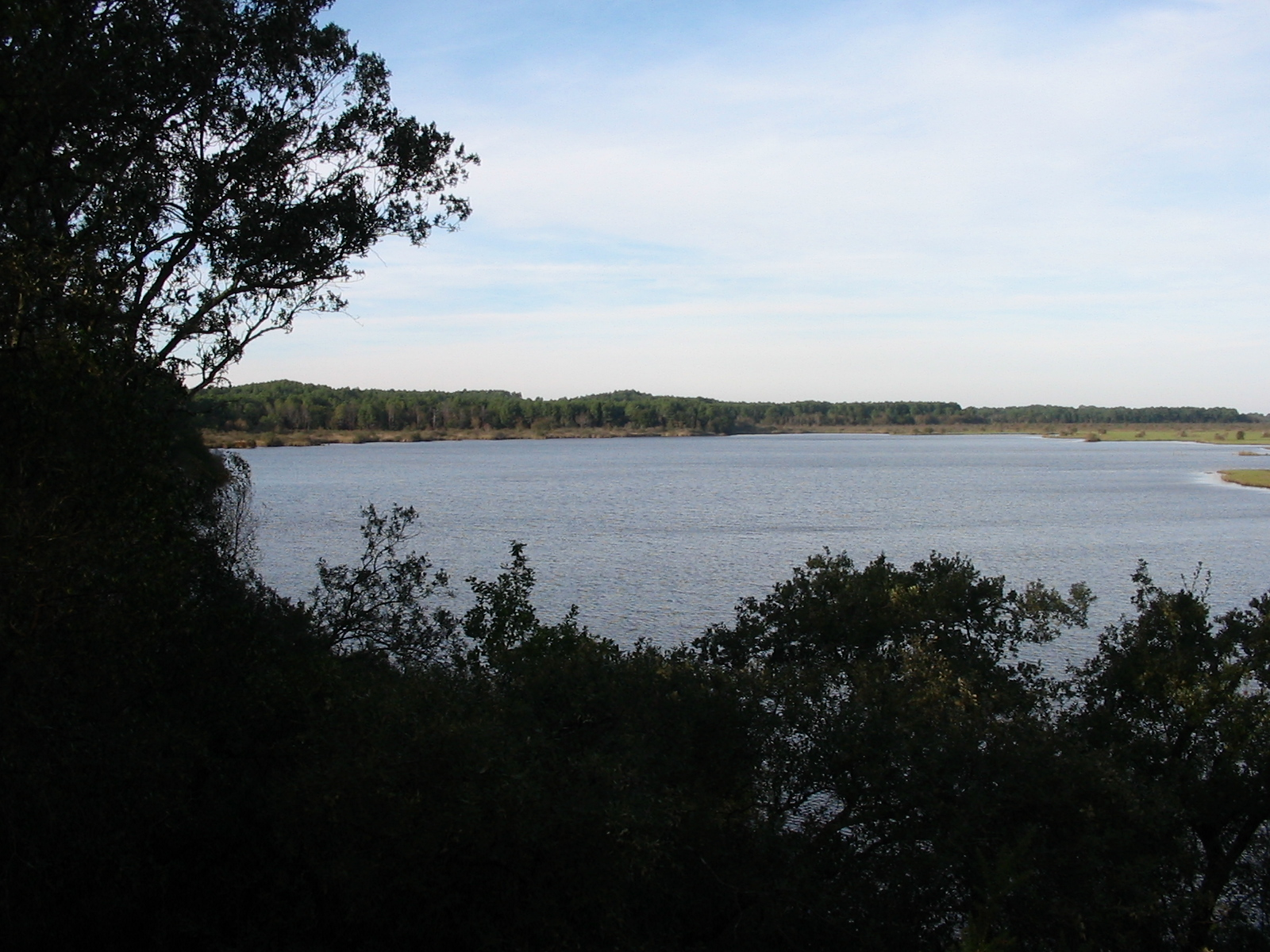

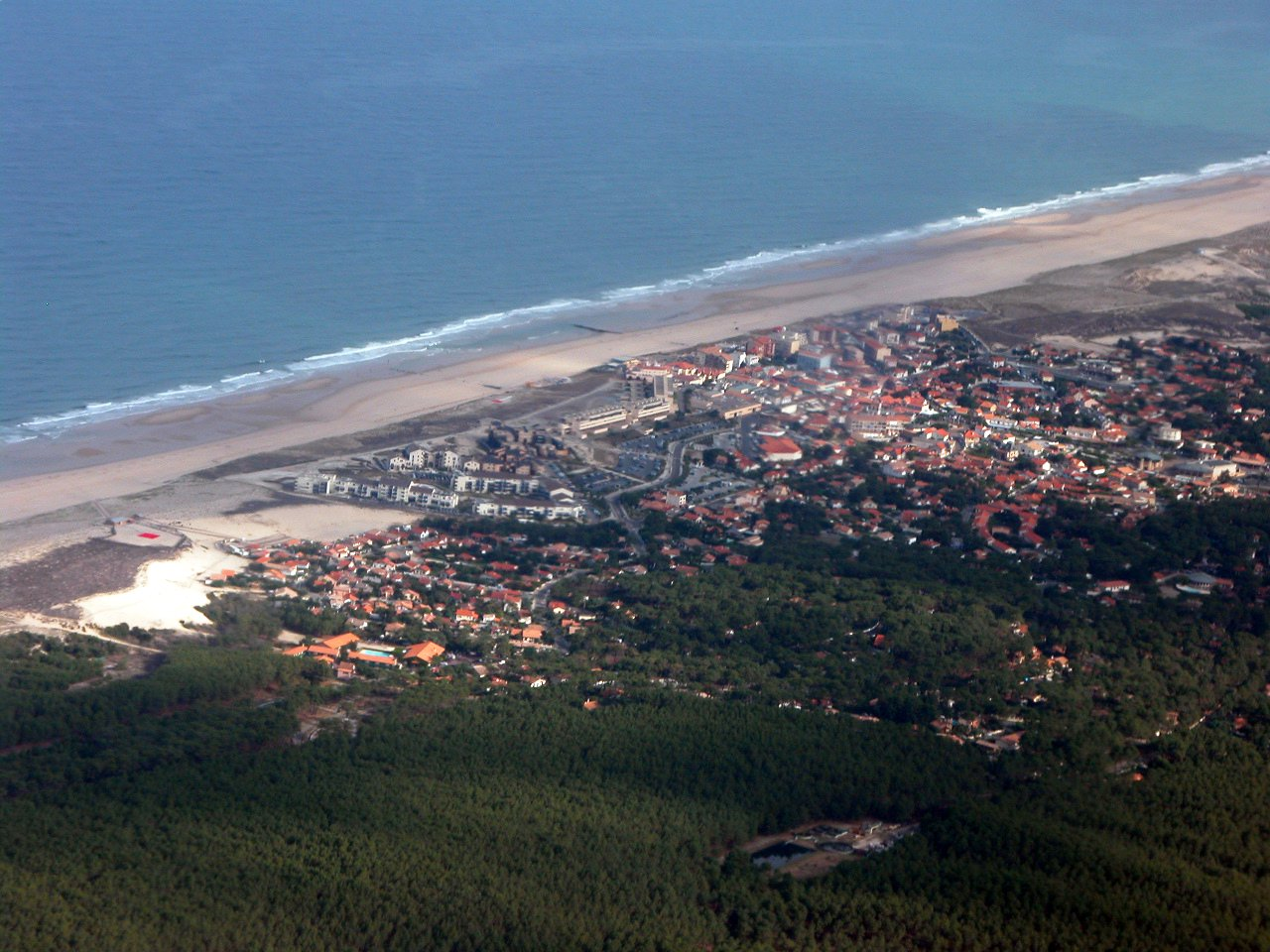

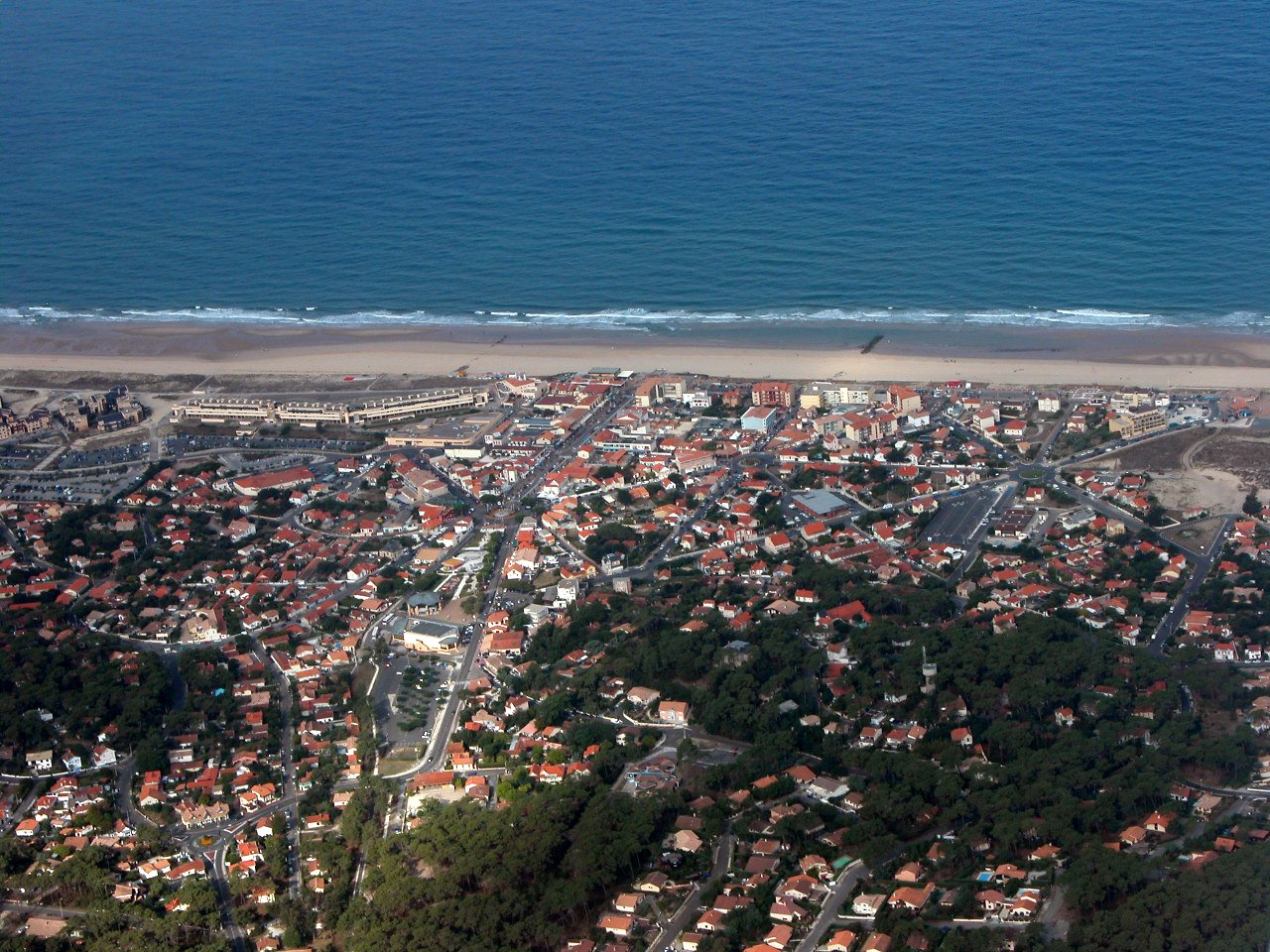

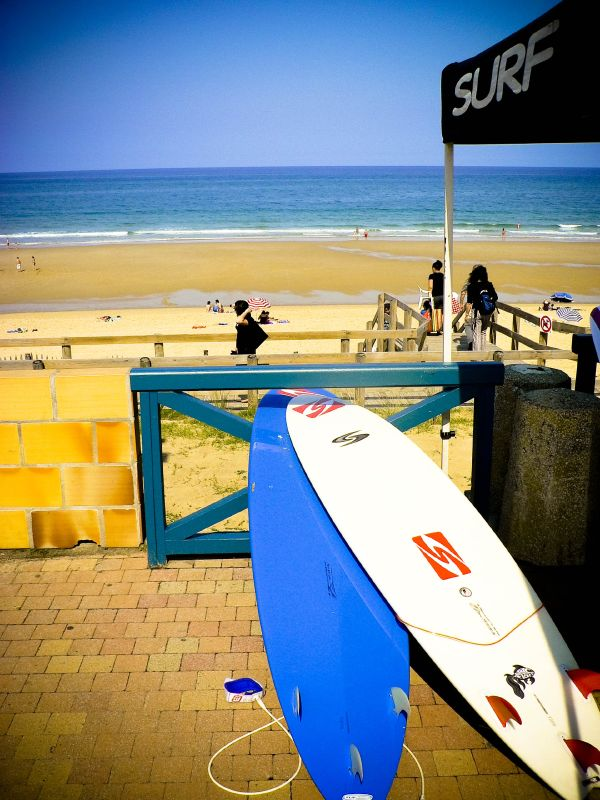

Według danych na rok 1990 gminę zamieszkiwało 2405 osób, a gęstość zaludnienia wynosiła 11 osób/km² (wśród 2290 gmin Akwitanii Lacanau plasuje się na 184. miejscu pod względem liczby ludności, natomiast pod względem powierzchni na miejscu 2.).